# Annie Palmen
Annie Palmen, właśc. Anna Maria Palmen (ur. 19 sierpnia 1926 w IJmuiden, zm. 15 stycznia 2000 w Beverwijk) – holenderska piosenkarka. Reprezentantka Holandii w Konkursie Piosenki Eurowizji 1963 z piosenką „Een speeldoos”.

## Początki kariery
Palmen urodziła się w IJmuiden w Holandii. Karierę rozpoczęła, śpiewając wraz z towarzyszącą orkiestrą taneczną w Haarlem, później śpiewała w różnych stacjach radiowych, aż do premiery jej hitu w 1958 roku – „Ik zal je nooit meer vergeten”.

## Konkurs Piosenki Eurowizji
W 1960 roku Palmen wzięła udział w holenderskich preselekcjach do Konkursu Piosenki Eurowizji z piosenką „Wat een Geluk”. Dziwny sposób wyboru piosenki i reprezentanta zadecydował, że piosenka wygrała preselekcje, jednak na Eurowizji wykonał ją inny artysta – Rudi Carrell.
W 1963 wybrana wewnętrznie, zaprezentowała podczas narodowych preselekcji trzy utwory. Najlepszym okazał się „Een speeldoos”. Podczas finału konkursu nie odniósł jednak sukcesu, bowiem zajął ostatnie miejsce z zerowym wynikiem punktowym. Annie Palmen stała się więc tym samym drugim z rzędu „null pointerem” z Holandii.

## Śmierć
Annie Palmen zmarła 15 stycznia 2000 roku w wieku 73 lat, po długiej chorobie.

## Dyskografia
Single
- 1958: „De dokter heeft gezegd”
- 1958: „Ik zal je nooit meer vergeten”
- 1958: „Laat pa het maar doen”
- 1958: „Piero”
- 1959: „De zilvren maan van Maratonga”
- 1959: „Wat fijn kapitein”
- 1960: „Sailor”
- 1960: „Wat een geluk”
- 1963: „Een speeldoos”
- 1963: „Waarom laat je mij alleen”
- 1964: „Ga naar Bombay, ga naar Rio”
- 1964: „Ich tanze mit dir (in den Himmel hinein)”
- 1965: „Speel nog eenmaal voor mij Habanero”